# Heródoto Bento de Mello
Heródoto Bento de Mello (Rio de Janeiro, 15 de setembro de 1925—Londrina, 29 de abril de 2018) foi um político brasileiro. Nascido na cidade do Rio de Janeiro, filho de Avelino Bento de Mello e de Maria de Mello. Em 16 de dezembro de 1948, casou-se com Betty Rodrigues Bento de Mello, com quem teve seis filhos: Heródoto, Ricardo, Marcos, Inês Maria, Cláudio e Mônica. Engenheiro Civil, formado pela Escola Nacional de Engenharia da antiga Universidade do Brasil, atual UFRJ.

## Carreira Política
Engenheiro da Prefeitura de Nova Friburgo no governo de Carlos Guinle. Além disso, foi também vereador pela cidade. Foi Deputado Estadual e chefe do Departamento de Estradas e Rodagem do Estado do Rio de Janeiro (DER-RJ).
Como vice-prefeito, assumiu a prefeitura de Nova Friburgo, em 4 de abril de 1964, com o golpe que afastou seu antecessor Vanor Moreira. Visionário, Heródoto, em 1966, decidiu desbravar a estrada Serramar, atual (RJ-142), para criar uma ligação rodoviária com a Região dos Lagos, possibilitando um novo acesso a cidade (Todavia o projeto só seria realizado de forma satisfatória quarenta anos depois, por volta de 2006, inaugurado pela governadora Rosinha Garotinho).
Foi eleito prefeito da cidade de Nova Friburgo de 1984 a 1988, quando mudou o trânsito da cidade, tornando a Avenida Alberto Braune via de mão única, criou a Estação de Integração Urbana-Rural, da praça Getúlio Vargas, implantando o sistema de tarifa única e integrada (permitindo ao passageiro o transbordo de uma linha para outra, pagando apenas uma única passagem) iniciou reurbanização da principal via da cidade, a avenida Alberto Braune, instalando quiosques e bancos na calçada do lado ímpar. Tais medidas foram bem aceitas pela população e esse mobiliário urbano existe até hoje.
Foi ainda prefeito entre 1994 e 1997 devido à cassação do mandato de Nelci da Silva pelo Tribunal Superior Eleitoral . Heródoto tinha terminado em segundo lugar na eleição de 1992.
Em 2008, aos 83 anos de idade, foi eleito para seu quarto mandato à prefeitura de Nova Friburgo pelo Partido Social Cristão com cerca de 47% dos votos. Sofreu um acidente, em decorrência de uma queda numa estação ferroviária, em Lausanne (Suíça), tendo que ser substituído no cargo pelo vice-prefeito Dermeval Barboza Moreira Neto.

## Morte e luto
Faleceu ás vésperas do bicentenário de Nova Friburgo, na madrugada 29 de abril de 2018, aos 92 anos. O então prefeito da cidade de Nova Friburgo, Renato Bravo, decretou luto oficial por três dias, "O município perde um grande líder e seu legado servirá sempre como exemplo e referência para os novos tempos", expressou Renato.